# 清華簡

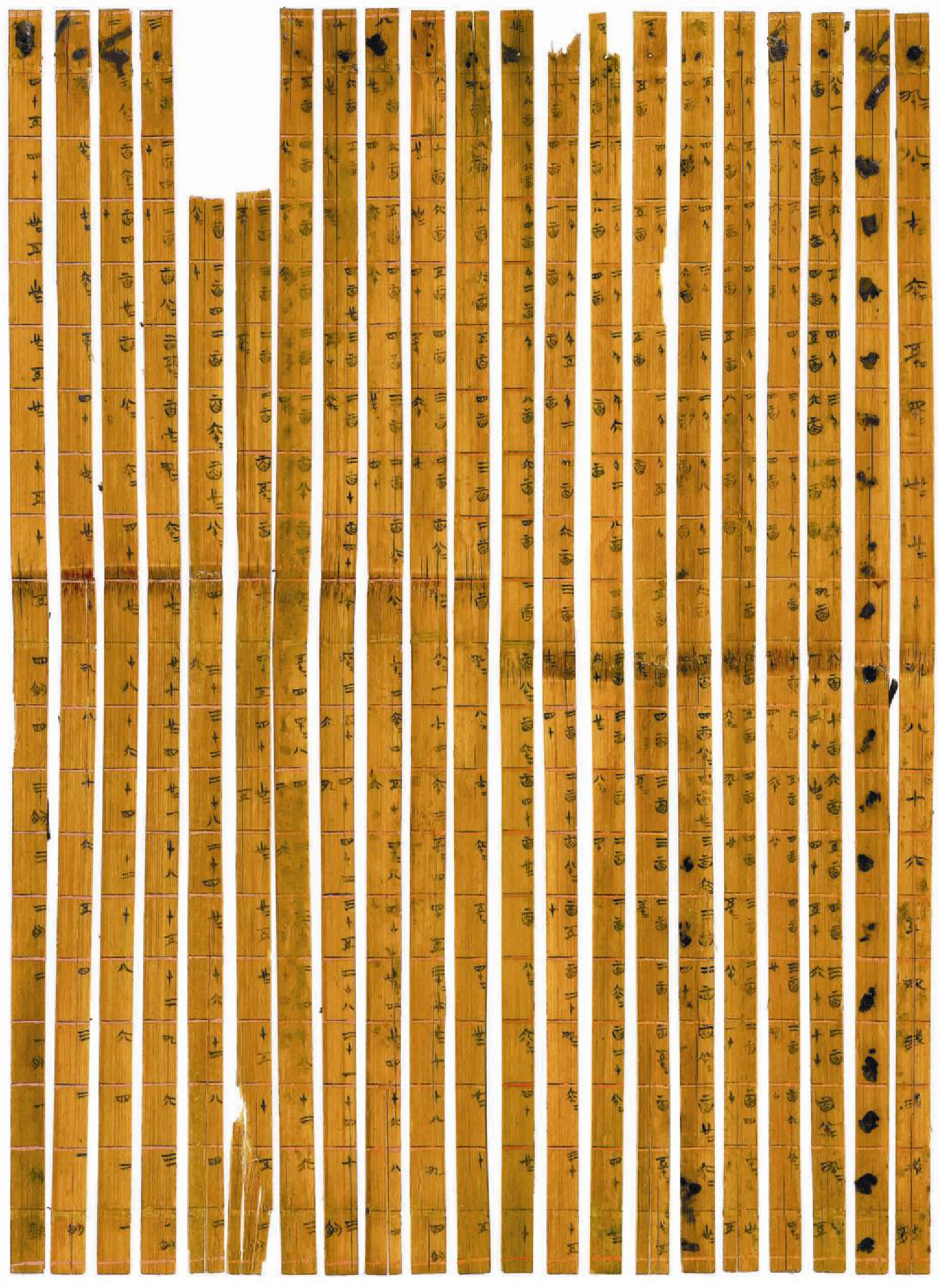
清華簡之算表（局部）

清華大學藏戰國竹簡，略稱清華簡，係指2008年7月由清華大學校友赵伟国捐贈給母校的一批竹簡，经鑒定為戰國中期偏晚的重要文物，據信包含《尚書》的部分篇章以及周武王時期的樂詩等內容。目前仍在整理研究中。清華大學為此成立了清華大學出土文献研究与保护中心，並承諾資助相關學者。
截至2016年為止，僅三分之一左右的清華簡發表，預計還將出版十輯。

## 歷程
“清华简”形制多种多样，最长的有46厘米，最短的不到10厘米。此批竹簡應是盗墓者掠賣而流散海外的，现认为该批竹简应被盗掘于今湖北省境内的一座楚国高级贵族墓内，但原始墓葬一直未被找到。後來清华大学校友赵伟国从香港购回竹简，2008年7月15日捐予清華大學收藏。按惯例，这批由清华收藏的竹简被称为“清华简”。同年10月初，对竹简的第一阶段保护清理完成，其年代估計為公元前約三至四世紀；據清華大學宣布，它是“中国战国时期的重要文物，大多在迄今已经发现的先秦竹简中还没有见到过，其涉及到中国传统文化的核心内容，是前所罕见的重大发现”。同年12月受清華委托，北京大学加速器质谱实验室、第四纪年代测定实验室对清华简的无字残片样品作AMS碳14年代测定，经树轮校正的年份是公元前305±30年，即战国中晚期，与由古文字学观察的结果一致。
第二階段工作由2008年11月起至2009年1月12日清點保护，並於同年3月開始初步释读研究的第三階段工作。為進一步整理研究，清華大學2009年4月25日成立出土文献研究与保护中心（简称出土文献中心），其主任由清華大學歷史系教授、夏商周断代工程专家组组长李学勤教授担任，並同时宣布清华简最终确定为2388枚（包括少数残片）、共14支，除還有個別殘斷之處沒找出來外，基本已完整。李学勤指出，這批竹簡既有歷史價值，又有文學意義。書簡中第一批整理出的簡書為周文王臨終時對其子發的遺言；原文没有篇題，现据篇文试题为《保训》。而最新的发现是周武王時期的乐诗，李学勤表示，“有的诗竟与《诗经·國風·蟋蟀》一诗有关，前所未见，令人惊奇”；並稱竹簡上恰恰記載戰國時期的勸酒樂詩，可能與本已失傳的《樂經》有關係。一部带有纪年性质的著作《年》，主要记述了从西周初年一直到战国前期的历史。《算表》被认为是目前发现最早的实用算具，距今2300多年，计算功能超越里耶秦简九九表和张家界汉简九九表等。它能快速计算99.5以内的两个任意整数的乘积，还能计算包含特殊分数「半」的两位数乘法。
- 2011年1月，《清华大学藏战国竹简（壹）》(ISBN 9787547501788 )，收錄《尹至》、《尹诰》、《程寤》、《保训》、《耆夜》、《金縢》、《皇门》、《祭公》和《楚居》9篇文献[6]。
- 2011年12月，《清华大学藏战国竹简（贰）》，收錄《繫年》一篇。
- 2013年1月7日，《清华大学藏战国竹简（叁）》，收錄尚書佚失篇章《傅說之命》3篇、《周公之琴舞》、《芮良夫毖》、《良臣》、《祝辞》以及《赤鵠之集湯之屋》，一共6种8篇文獻。[7]
- 2014年1月7日，《清华大学藏战国竹简（肆）》，共收錄《筮法》、《別卦》與《算表》3篇文獻。
- 2015年4月9日，《清华大学藏战国竹简（伍）》，共收錄6篇文獻，除《命训》见于今本《逸周书》外，其他五篇《厚父》、《封許之命》、《湯處於湯丘》、《湯在啻門》和《殷高宗問於三壽》皆为传世文献未见之逸篇。
- 2016年4月16日，《清华大学藏战国竹简（陸）》，共收錄5種6篇文獻，有4篇關於鄭國史事，即《鄭武夫人規孺子》《鄭文公問太伯》（甲、乙）和《子產》；1篇關於齊國史事，題為《管仲》；1篇關於秦、楚史事，題為《子儀》。[8]
- 2017年4月23日，《清华大学藏战国竹简（柒）》，共收錄《子犯子餘》、《晉文公入於晉》、《趙簡子》和《越公其事》4篇文獻。
- 2018年11月17日，《清華大學藏戰國竹簡（捌）》，共收錄《𫯺命》（攝命）、《邦家之政》、《邦家處位》、《治邦之道》、《心是謂中》、《天下之道》、《八氣五味五祀五行之屬》、《虞夏殷周之治》8篇文獻。
- 2019年11月22日，《清華大學藏戰國竹簡（玖）》，共收錄《治政之道》、《成人》、《廼命一》、《廼命二》、《祷辞》五篇文獻。[9][10][11]
- 2020年10月1日，《清华大学藏战国竹简（拾）》，共收錄《四告》、《四时》與《行称之道》3篇文獻[12]。但11月出版说明改为共收錄五种八篇文獻：《四告》[13][14]的4篇告辞，《四时》、《司岁》与《行称》3篇数术类文献，以及方技类文献《病方》。《四时》与《司岁》原係连续编号，抄写在同一卷；《行称》与《病方》抄写在同一卷；故实际上仍为3卷的内容。[15][16]
- 2021年12月17日，《清华大学藏战国竹简（拾壹）》，收錄1篇文獻《五纪》。[17]
- 2022年11月25日，《清華大學藏戰國竹簡（拾貳）》，收錄1篇文獻《參不韋》（三不韋）。[18][19]
- 2023年12月10日，《清華大學藏戰國竹簡（拾叁）》，收錄5篇文獻《大夫食禮》、《大夫食禮記》、《五音圖》、《樂風》、《畏天用身》。[20]
- 2024年12月20日, 《清华大学藏战国竹简（拾肆）》，收錄3篇文獻《成后》、《昭后》、《两中》。[21]

## 真偽之爭
學者姜廣輝等對「清華簡」《保訓》篇內容提出質疑，例如認為周文王在位期間沒有稱王，這點清華簡內容矛盾。然而文王是否稱王，本身就是未解決的歷史懸案；此外，姜也指出該篇中「昔舜舊作小人，親耕於歷丘」不符合傳統說法，因為天子微時應作「躬耕」，上述寫法屬於明顯的錯誤。篇中文句與現存古代文獻有許多雷同之處，有抄襲嫌疑。
有些学者排斥清华简这类流散后被抢救回来的文献，郭永秉指出这种态度是懒人做法，质疑应该拿出实据来，又指出目前还没有专业的古文字研究者对清华简的真实可靠性提出过异议。
也有学者认为李学勤称「清華簡」《繫年》“关于秦人始源的记载”“填补历史的空白”是有问题的，同时质疑「清華簡」的真伪。
李学勤指出清華簡「经过碳14测定，空白竹简的年代大概是公元前305年±30年，属于战国中期偏晚。」
2021年11月19日荊州博物館館員趙曉斌公佈棗林鋪古墓群出土的楚簡《吳王夫差起師伐越》，該篇文獻即是《清華大學藏戰國竹簡》第7輯所收錄的《越公其事》，二者屬於同文異本，證明了清華簡的可靠性。

## 引注
1. ↑  《走近清華簡》，刘国忠，高等教育出版社
2. ↑  顾淑霞; 刘蔚如. . 清华新闻网. 2009-04-26  [2018-01-26]. （原始内容存档于2009-09-24） （中文（中国大陆））.
3. ↑  張彥. . 纽约时报. 2016-07-26  [2018-01-26]. （原始内容存档于2017-11-05） （中文）.
4. ↑  . www.tsinghua.edu.cn.   [2023-03-13]. （原始内容存档于2023-03-13）.
5. ↑  清华大学发布校藏战国竹简（肆）研究成果 （页面存档备份，存于），科学网转自央视新闻：2014-1-7
6. ↑  李莉. . 科学网. 2011-01-05  [2011-01-10]. （原始内容存档于2021-01-25）.
7. ↑  清华大学藏战国竹简（叁）成果发布 的存檔，存档日期2014-01-07.，清华新闻网2013年1月7日电
8. ↑  《清华大学藏战国竹简》（陆）出版发布会召开 （页面存档备份，存于），清華大學新聞網轉自中國文物報：2016-4-19
9. ↑  《清华大学藏战国竹简（玖）》成果发布 （页面存档备份，存于），清華大學新聞網轉自中國文物報：2020-1-5
10. ↑  清华大学藏战国竹简（玖） （页面存档备份，存于）, 豆瓣读书, 2020-1-5
11. ↑  《清华大学藏战国竹简（玖）》公布一批珍稀文献 （页面存档备份，存于）, 中国高校人文社会科学信息网: 2020-1-21
12. ↑  . 上海联诚图书-图书馆读者荐购服务.   [2020-11-05].
13. ↑  王寧. . 武漢大學簡帛研究中心-簡帛網.   [2020-11-05]. （原始内容存档于2020-11-27）.
14. ↑  赵平安. . 清华大学出土文献研究与保护中心官方公众号-出土文献.   [2020-11-05]. （原始内容存档于2020-11-01）.
15. ↑  . 中国图书出版数据库.   [2020-11-05].[]
16. ↑  . 302edu教育资源网.   [2020-11-05].
17. ↑  .   [2022-02-24]. （原始内容存档于2022-02-24）.
18. ↑  .   [2023-01-03]. （原始内容存档于2023-02-08）.
19. ↑  .   [2023-01-03]. （原始内容存档于2023-01-03）.
20. ↑  .   [2024-02-01]. （原始内容存档于2024-02-01）.
21. ↑  . 清华大学.   [2025-05-11] （中文）.
22. ↑  姜广辉. . 光明日报. 2009-06-08. （原始内容存档于2016-08-08）.
23. ↑  姜广辉; 付赞; 邱梦燕. . 《故宫博物院院刊》. 2013年, (第4期)  [2016-06-12]. doi:10.16319/j.cnki.0452-7402.2013.04.009. （原始内容存档于2016-08-06）.
24. ↑  周宝宏. . 《中原文化研究》. doi:10.16600/j.cnki.41-1426/c.2014.02.005.
25. ↑  石伟杰. . 澎湃新闻. 2015-12-20  [2019-07-04]. （原始内容存档于2020-11-04）.
26. ↑  吴锐. . 中国社会科学网.   [2020-11-05].
27. ↑  穿越回战国：总理与教授对谈“清华简”
28. ↑  . 中華讀書報.   [2023-01-03]. （原始内容存档于2023-01-03）.

## 消息來源
- 記者豐捷.  (htm). 光明日報. 2009-04-25  [2009-04-26]. （原始内容存档于2021-04-17）.
- 記者劉昊.  (htm). 北京日報. 2008-10-23  [2009-04-26].[永久]
- 記者豐捷.  (htm). 光明日報. 2009-04-28  [2009-04-28]. （原始内容存档于2020-11-04）.
- 記者 顧淑霞 文清 攝影 郭海軍. . 清華新聞網. 2008-10-23  [2009-04-28]. （原始内容 (htm)存档于2008-10-27）.
- 記者 顧淑霞 劉蔚如 攝影 郭海軍. . 清華新聞網. 2009-04-25  [2009-04-28]. （原始内容 (htm)存档于2009-09-24）.
- 《戰國竹簡重光──清華大學李學勤訪談錄》、《李學勤與清華簡研究側記》刊於明報月刊2010年5月號
- 記者 林暉.  (htm). 法制晚報. 2011-01-05  [2011-01-05].[永久]
- 記者 呂露英 攝影 郭海軍. . 清華新聞網. 2011-01-05  [2011-01-05]. （原始内容 (htm)存档于2016-03-04）.